# Albion (Saks)
Albion (ook Abbion, Alboin of verkort: Abbio of Abbi) was een Saksische leider ten tijde van de Saksenoorlogen toen de Saksen met geweld gekerstend en veroverd werden.
Albion wordt gezien als één van de belangrijkste Saksische leiders, samen met Widukind. Albion was de leider van de Oostfaalse Saksen terwijl Widukind de leider was van de Westfaalse Saksen. Beiden keerden zich tegen de agressieve expansie van de Franken naar het oosten. Samen vochten ze met hun leger tegen Karel de Grote bij Osnabrück en Detmold. Ze namen 4000 gevangenen. 
Na verslagen te zijn in 785 vluchtte Albion over de Elbe. Albion werd vervolgens gedoopt, mogelijk met Widukind, met Karel de Grote als peetvader. Mogelijk vond dit plaats in Attigny. Hij was waarschijnlijk getrouwd met Giesela (of Hasela), een dochter of een zus van Widukind. Mogelijk was Albion de voorvader van de Ascaniërs.